# Herrarnas lagtempo i hastighetsåkning på skridskor vid olympiska vinterspelen 2010
Herrarnas lagtempo vid de olympiska vinterspelen 2010 avgjordes i anläggningen Rickmond Olympic Oval. 
Totalt deltog 8 lag. Grenen avgjordes i form av kvarts-, semi- och finaler.

## Medaljörer
| Gren     | Guld                                                | Silver                                                       | Brons                                                                |
| Lagtempo | Kanada Mathieu Giroux Lucas Makowsky Denny Morrison | USA Brian Hansen Chad Hedrick Jonathan Kuck Trevor Marsicano | Nederländerna Jan Blokhuijsen Sven Kramer Simon Kuipers Mark Tuitert |

## Kvalificerade nationer[2][3]
De sex bästa länderna i världscupen samt de två länder med bäst tider kvalificerade sig till OS.
- Nederländerna
- Norge
- Kanada
- USA
- Italien
- Japan
- Sverige
- Sydkorea

## Resultat

### Träd
|  | Quarterfinal | Quarterfinal  | Quarterfinal |         |          | Semifinal     | Semifinal | Semifinal |               |            | Final      | Final      | Final   |
|  |              |               |              |         |          |               |           |           |               |            |            |            |         |
|  | 1            | Nederländerna | 3:44,25      |         |          |               |           |           |               |            |            |            |         |
|  | 7            | Sverige       | 3:46,40      |         |          |               |           |           |               |            |            |            |         |
|  | 7            | Sverige       | 3:46,40      |         | 1        | Nederländerna | 3:43,11   |           |               |            |            |            |         |
|  |              |               |              |         | 1        | Nederländerna | 3:43,11   |           |               |            |            |            |         |
|  |              | 4             | USA          | 3:42,71 |          |               |           |           |               |            |            |            |         |
|  | 6            | 4             | USA          | 3:42,71 | Japan    | 3:48,15       |           |           |               |            |            |            |         |
|  | 6            |               |              |         | Japan    | 3:48,15       |           |           |               |            |            |            |         |
|  | 4            | USA           | 3:44,25      |         |          |               |           |           |               |            |            |            |         |
|  |              |               |              |         |          |               |           |           |               |            | 4          | USA        | 3:41,58 |
|  |              |               | 3            | Kanada  | 3:41,37  |               |           |           |               |            |            |            |         |
|  | 3            | Kanada        | 3:42,38      |         |          |               |           |           |               |            |            |            |         |
|  | 5            | Italien       | 3:46,35      |         |          |               |           |           |               |            |            |            |         |
|  | 5            | Italien       | 3:46,35      |         | 3        | Kanada        | 3:42,22   |           | Bronsmatch    | Bronsmatch | Bronsmatch | Bronsmatch |         |
|  |              |               |              |         | 3        | Kanada        | 3:42,22   |           | Bronsmatch    | Bronsmatch | Bronsmatch | Bronsmatch |         |
|  |              | 2             | Norge        | 3:43,44 |          |               |           |           |               |            |            |            |         |
|  | 8            | 2             | Norge        | 3:43,44 | Sydkorea | 3:43,69       |           | 1         | Nederländerna | 3:39,95    |            |            |         |
|  | 8            |               |              |         | Sydkorea | 3:43,69       |           | 1         | Nederländerna | 3:39,95    |            |            |         |
|  | 2            | Norge         | 3:43,66      |         |          |               |           |           |               |            | 2          | Norge      | 3:40,50 |

### Kvartsfinaler
| Placering     | Land          | Namn                                                     | Tid     | Underskott | Noteringar      |
| ------------- | ------------- | -------------------------------------------------------- | ------- | ---------- | --------------- |
| Kvartsfinal 1 |               |                                                          |         |            |                 |
| 1             | Kanada        | Mathieu Giroux Lucas Makowsky Denny Morrison             | 3:42,38 |            | Semifinal 1, OR |
| 2             | Italien       | Matteo Anesi Enrico Fabris Luca Stefani                  | 3:46,35 | +3,97      | Final C         |
| Kvartsfinal 2 |               |                                                          |         |            |                 |
| 1             | USA           | Chad Hedrick Jonathan Kuck Trevor Marsicano              | 3:44,25 |            | Semifinal 2     |
| 2             | Japan         | Shigeyuki Dejima Hiroki Hirako Teruhiro Sugimori         | 3:48,15 | +3,90      | Final D         |
| Kvartsfinal 3 |               |                                                          |         |            |                 |
| 1             | Norge         | Håvard Bøkko Mikael Flygind Larsen Fredrik van der Horst | 3:43,66 |            | Semifinal 1     |
| 2             | Sydkorea      | Ha Hong-Sun Lee Jong-Woo Lee Seung-Hoon                  | 3:43,69 | +0,03      | Final C         |
| Kvartsfinal 4 |               |                                                          |         |            |                 |
| 1             | Nederländerna | Jan Blokhuijsen Sven Kramer Simon Kuipers                | 3:44,25 |            | Semifinal 2     |
| 2             | Sverige       | Joel Eriksson Daniel Friberg Johan Röjler                | 3:46,40 | +2,15      | Final D         |

### Semifinaler
| Placering   | Land          | Namn                                                   | Tid     | Underskott | Noteringar  |
| ----------- | ------------- | ------------------------------------------------------ | ------- | ---------- | ----------- |
| Semifinal 1 |               |                                                        |         |            |             |
| 1           | Kanada        | Mathieu Giroux Lucas Makowsky Denny Morrison           | 3:42,22 |            | Final A, OR |
| 2           | Norge         | Håvard Bøkko Henrik Christiansen Fredrik van der Horst | 3:43,44 | +1,22      | Final B     |
| Semifinal 2 |               |                                                        |         |            |             |
| 1           | USA           | Brian Hansen Chad Hedrick Jonathan Kuck                | 3:42,71 |            | Final A     |
| 2           | Nederländerna | Jan Blokhuijsen Sven Kramer Mark Tuitert               | 3:43,11 | +0,40      | Final B     |

### Finalomgång
| Placering | Land          | Namn                                                   | Tid     | Underskott | Noteringar |
| --------- | ------------- | ------------------------------------------------------ | ------- | ---------- | ---------- |
| Final A   |               |                                                        |         |            |            |
| 1         | Kanada        | Mathieu Giroux Lucas Makowsky Denny Morrison           | 3:41,37 |            |            |
| 2         | USA           | Brian Hansen Chad Hedrick Jonathan Kuck                | 3:41,58 | +0,21      |            |
| Final B   |               |                                                        |         |            |            |
| 3         | Nederländerna | Jan Blokhuijsen Sven Kramer Simon Kuipers              | 3:39,95 |            | OR         |
| 4         | Norge         | Håvard Bøkko Henrik Christiansen Mikael Flygind Larsen | 3:40,50 | +0,55      |            |
| Final C   |               |                                                        |         |            |            |
| 5         | Sydkorea      | Ha Hong-Sun Lee Jong-Woo Lee Seung-Hoon                | 3:48,60 |            |            |
| 6         | Italien       | Matteo Anesi Enrico Fabris Luca Stefani                | 3:54,39 | +5,79      |            |
| Final D   |               |                                                        |         |            |            |
| 7         | Sverige       | Joel Eriksson Daniel Friberg Johan Röjler              | 3:46,18 |            |            |
| 8         | Japan         | Shigeyuki Dejima Hiroki Hirako Teruhiro Sugimori       | 3:49,11 | +2,93      |            |